# 2867 شتاينس
2867 شتاينس - Šteins - هو جرم صغير من حزام الكويكبات الرئيس تم اكتشافه عام 1969 وسمي تيمنا بمكتشفه العالم الفلكي اللاتفي السوفياتي كارليس شتاينس.
الكويكب بحسب دراسة اجراها علماء الفلك في المرصد الأوروبي الجنوبي له قطر يبلغ 4.6 كلم. توصل العلماء عبر دراسة بيانات الضوء المنعكس من شتاينس والملتقط من المسبار روزيتا, إلى أن دورته الذاتية تبلغ 6 ساعات بشكل غير منتظم. ليس للكويكب أي توابع.
في 5 أيلول 2008 ستحلق روزيتا بسرعة نسبية تقدر ب 8.6 كلم على بعد 800 كلم من الكويكب. 
ستكون هذه هي المرة الأولى, في المرة الثانية ستحلق المركبة عام 2010 بالقرب من الكويكب 21 لوتيتيا الأكبر حجما.